# Cadillac Series 341
Der Cadillac Series 341 ist ein von September 1927 bis Sommer 1929 gebautes Modell des US-amerikanischen Autoherstellers Cadillac.

## Modellgeschichte
Im September 1927 präsentierte Cadillac als Nachfolger des Series 314 den Series 341, wiederum mit V8-Motor.
In technischer Hinsicht war der Series 341 weitgehend neu. Der Radstand aller regulären Modelle war auf 140 Zoll (355,6 cm) verlängert, der Rahmen nun über die hinteren Blattfederpaketen geführt, die hintere Spurweite um 2 Zoll verbreitert, die vorderen Trommelbremsen im Durchmesser vergrößert, die Vordersitze verstellbar ausgeführt und Stoßstangen durchgängig serienmäßig. Erstmals seit Erscheinen im Jahr 1915 wurde der Hubraum des V8 geändert. Aus 84,1 mm Bohrung und 125,4 mm Hub ergab sich ein Gesamthubraum von 5589 cm³.
Im Angebot standen 15 preiswertere Varianten, mit einer Preisspanne von 3350 bis 3950 Dollar, mit offenen und geschlossenen Karosserien von Fisher Body Co., einem mittlerweile von General Motors übernommenen Karosseriebetrieb, sowie 60 verschiedene Aufbauten von Fleetwood, die sich ebenfalls in GM-Besitz befand. Die Preise der Fleetwood-Ausführungen begannen bei 4095 Dollar und waren im Falle von Einzelanfertigungen nach oben hin offen.
Zusätzlich gab es auf einem Radstand von 386,1 cm wieder eine Ambulanz und einen Leichenwagen.
Die Änderungen zum Modelljahr 1929 waren überwiegend kosmetischer Natur, doch wurden auch mechanisch betätigte Duplex-Bremsen und ein synchronisiertes Dreiganggetriebe eingeführt.
Im September 1929 wurde der 341 durch den Series 353 abgelöst; bis dahin waren vom Series 341 insgesamt 38.104 Stück vom Band gelaufen.

## Technische Daten
| Daten Cadillac Series 341 (1928–1929) | Daten Cadillac Series 341 (1928–1929) | Daten Cadillac Series 341 (1928–1929) | Daten Cadillac Series 341 (1928–1929) | Daten Cadillac Series 341 (1928–1929) | Daten Cadillac Series 341 (1928–1929) | Daten Cadillac Series 341 (1928–1929) | Daten Cadillac Series 341 (1928–1929) |
| Modelljahr                            | Hubraum (cm³)                         | Leistung (PS)                         | Radstand (cm)                         | Länge (cm)                            | Leergewicht (kg)                      | Preis (US-$)                          | Stückzahl                             |
| ------------------------------------- | ------------------------------------- | ------------------------------------- | ------------------------------------- | ------------------------------------- | ------------------------------------- | ------------------------------------- | ------------------------------------- |
| 1928                                  | 5589                                  | 90                                    | 355,6–386,1                           | nicht bekannt                         | 2079–2347                             | 3350–6200                             | 20.001                                |
| 1929                                  | 5589                                  | 90                                    | 355,6–386,1                           | nicht bekannt                         | 2100–2347                             | 3450–6700                             | 18.103                                |